# 喀马坦克学校
喀马坦克学校（德語：Panzerschule Kama）是魏玛共和国（德国）国家防卫军在苏联喀山秘密开设的坦克指挥官培训学校，在1922年《拉帕洛条约》签订后，运行于1929年至1933年。学校建立的目的是为了使德国绕开凡尔赛和约在军事上的限制。类似的学校还有在利佩茨克的利佩茨克战斗机飞行员学校以及希哈内的汤姆卡毒气实验场。在此接受过培训的德国军官包括：维尔纳·冯·勃洛姆堡、海因茨·古德里安、约瑟夫·哈尔佩等。
它的代号Kama（喀马）是从两个词:Kazan和Malbrandt来的，这是因为其被分配测试的位置在Kazan，位置选定者为德军中校Malbrandt。